# Šarlote Lēnmane
Šarlote Lēnmane (Riga, 8 de febrero de 1998) es una joven cantante letona. Representó a Letonia en el Festival de Eurovisión Junior 2010, después de cinco años de que Letonia no participara en la competición. El 14 de marzo de 2010 Lēnmane ganó el festival "Balss pavēlnieks" (El Señor de voz) con la canción "Dziesma pustumsā", un cover de Aisha. Esto influyó en Latvijas Televizija para elegirla como su representante para Eurovisión Junior. 
Quedó en 10.ª posición en el Festival de Eurovisión Junior 2010 con la canción "Viva la Dance". 